# Zircher György
Zircher György (Bonyhád, 1962. május 17. –) labdarúgó, középpályás.

## Pályafutása
Bonyhádon kezdte a labdarúgást 1975-ben. 1980-ban Fonyódra igazolt, majd 1981 áprilisban az NB-II-es Dombóvár következett. 1982 tavaszán Dunaújvárosi Kohász csapatához került, ahonnan 1 év múlva újra a nevelőegyesület Bonyhád volt az állomás. 1985 elején került az élvonalbeli Tatabányai Bányászhoz, ahol pár hét múlva, március 23-án mutatkozott be bajnoki mérkőzésen. Az első félidőben pályára lépett az 1985-ös magyar kupa-döntőben, ahol a Honvédtól 5–0-s vereséget szenvedett a csapata. Tagja volt az 1986–87-es bronz- és az 1987–88-as ezüstérmes csapatnak. Az 1988–89-es idényben a Bp. Honvéd együttesében szerepelt. A kispesti csapattal bajnok és magyar kupa-győztes lett. 1989 és 1991 között a Vasas labdarúgója volt. Az élvonalban összesen 95 mérkőzésen szerepelt és 9 gólt szerzett.

## Sikerei, díjai
- Magyar bajnokság
  - bajnok: 1988–89
  - 2.: 1987–88
  - 3.: 1986–87
- Magyar kupa (MNK)
  - győztes: 1989[1]
  - döntős: 1985